# Инка Гарсиласо де ла Вега
Гомез Суарез де Фигероа (шп. Gómez Suárez de Figueroa) познатији као Инка Гарсиласо де ла Вега (шп. Inca Garcilaso de la Vega; Куско, 12. април 1539 — Кордоба, 23. април 1616), перуански хуманиста, мелез чији је отац био шпански капетан, потомак Гарсиласа де ла Веге, a мати из племићке породице Инка.
Један од највећих историографа Шпаније и Латинске Америке, творац Краљевских коментара и Флориде Инка, хронике владавине и устројства државе Инка у Перуу и њеног потчињавања шпанској власти; писац познат по изванредном стилу, језику и описима.